# Graceless
Graceless is een nummer van de Amerikaanse band The National uit 2014. Het is de vijfde en laatste single van hun zesde studioalbum Trouble Will Find Me, waarvan het verscheen als promotiesingle.
"Graceless" gaat over medicatie en drugs (met name antidepressiva) en de effecten die ze op ons kunnen hebben. Het nummer wist nergens echt potten te breken. In Vlaanderen bereikte de plaat de 20e positie in de Tipparade.

## Tracklijst
- Cd-single

1. "Graceless" - 4:07